# Longto
Le longto (ou boko, gobeyo, longa, longbo, lonto, voko, woko) est une langue de l'Adamaoua parlée au Cameroun dans la région du Nord, le département du Faro, l'arrondissement de Poli, au sud-ouest de Poli jusqu'à la réserve du Faro, autour du lamidat de Voko.
Au Cameroun, le nombre de locuteurs était de 2 400 en 1982 et 5 000 en 2012.

## Écriture
| A a | A̰ a̰ | B b | C c | D d | Ə ə   | E e | Ɛ ɛ | Ɛ̰ ɛ̰ | F f | G g | GB gb |
| H h | I i | Ḭ ḭ | J j | K k | KP kp | L l | M m | N n | Ŋ ŋ | O o | Ɔ ɔ   |
| Ɔ̰ ɔ̰ | P p | R r | S s | T t | U u   | V v | W w | Y y | Ỹ ỹ | Z z |       |

Les voyelles longues sont écrites en doublant la lettre.
Le longto a trois hauteurs de tons (haut, moyen et bas) ainsi deux tons complexes (descendant haut-bas et descendant moyen-bas). Ceux-ci sont retranscrits sur les lettres de voyelles et parfois de consonnes l, r ou les nasales m, n, ŋ en fin de mot ou de morphème, avec des signes diacritiques :
- le ton haut avec l’accent aigu ;
- le ton moyen avec le macron ou sans signe diacritique ;
- le ton bas avec l’accent grave ;
- le ton descendant haut-bas avec l’accent circonflexe ;
- le ton descendant moyen-bas avec le macron sur la lettre et l’accent grave sur la lettre suivante ou le caractère suivant.